# Mulei
El Mulei és una muntanya de 228 metres que es troba al municipi de Molins de Rei, a la comarca del Baix Llobregat.
Al seu vessant occidental hi ha l'ermita romànica de Sant Pere del Romaní.